# Coupe de Calédonie 2006/07
Der Pokalwettbewerb für neukaledonische Vereinsmannschaften Coupe de Nouvelle-Calédonie de football 2006/2007 ging an die Mannschaft AS Lössi.
Viertelfinale
| Datum         |               | Ergebnis              |                 |
| ------------- | ------------- | --------------------- | --------------- |
| 10. März 2007 | AS Qanono     | 2:2 n. V. (2:4 i. E.) | AS Lössi        |
| 10. März 2007 | AS Magenta    | 7:2                   | ASC Boulouparis |
| 10. März 2007 | JS Baco       | 0:1                   | AS Kirikitr     |
| 10. März 2007 | AS Thio Sport | 0:3                   | AS Mont Dore    |

Halbfinale
| Datum         |             | Ergebnis |              |
| ------------- | ----------- | -------- | ------------ |
| 24. März 2007 | AS Kirikitr | 1:2      | AS Mont Dore |
| 24. März 2007 | AS Lössi    | 6:2      | AS Magenta   |

Finale
| Paarung        | AS Mont Dore – AS Lössi |
| Ergebnis       | 0:1 (0:0) |
| Datum          | 5. Mai 2007 |
| Stadion        | Stade Numa-Daly, Nouméa |
| Schiedsrichter | Alphonse Poadaé / Linienrichter: Jim Wright, Didier Hmuzo |
| Tore           | 0:1 Luther Wahnyamala (52.) |
| AS Mont Dore   | Yann Faye – Fabrice Wédé, Jean-Xavier Wakanumuné, Georges Wadrengès, Jacques Caba (80. Ludovic Wakanumuné) – Gildas Vakoumé, Marius Mapou, Patrick Diaiké (73. Patrice Mandaoué), Jean-Patrick Wakanumuné, José Euriboa (80. Daniel Harper) – Ramon Djamali Cheftrainer: Claude Casimir und Charles Teamboueon |
| AS Lössi       | Willy Hné – Warren Saiko, Georges Waïa, Willy Wassin (75. Christophe Hnagéjé), André Naxué – Patrick Drawilo (90.+1' Igor Forest), Léon Tain, Wilson Forest, Pierre Wajoka (Kapitän), Luther Wahnyamala – Francis Watrone (89. Jean Wahnyamala) Cheftrainer: Ferry Forest                                      |
| Gelbe Karten   | Jean-Patrick Wakanumuné (80.) – keine |